# Старый дом (театр, Новосибирск)
Театр «Старый дом» — Новосибирский государственный драматический театр, основан в Новосибирске в 1933 году.

## История
В одном из самых оживлённых мест Новосибирска, у Коммунального моста, на перекрестке трёх дорог стоит небольшое здание с симпатичной башенкой наверху — драматический театр «Старый дом», один из самых первых театров города.
Его история началась 20 октября 1933 года. В мае 1933 года «секторы искусств Край/ обл/ОНО и авт. республик» получают Директивное письмо «О развёртывании искусства в социалистической деревне», где говорилось о необходимости создания «передвижных театров». Управляющий Западносибирским краевым управлением зрелищных предприятий Станчич издаёт приказ «о начале репетиций с 1 октября 1933 года и начале работы с 15 октября». Первое представление состоялось 20 октября — спектакль по пьесе Чуркина «Прорыв в любви», «переработанной на местном материале».
Приход в театр режиссёра Анисима Леонтьевича Рогачевского, ученика известного художника Е. Лансере, который организовал театральную студию в ДК Петухова, существенно усилил творческую сторону нового коллектива. Рогачевский начинает работу в театре не один, а со своими учениками — Родовским, Рыловым, Чарухиным, Фоминым, Лацковой, Поляевой, Ковалевским и др. Новый режиссёр исповедовал яркий, радостный, костюмный театр. К смотру, посвящённому юбилею Советского Союза он ставил «Тартюфа», и потому получил только второе место, а ко дню рождения Ленина выпускал «Аленький цветочек». Он не боялся быть независимым, и это удивительным образом сходило ему с рук.
Менялась жизнь, в театре появлялись новые режиссёры. Ещё в войну здесь ставил ленинградец Дымов, сменивший потом Рогачевского в момент его очередного ухода — с 1945 года до 1948-го. Позже интересно стал работать ученик Рогачевского Чарухин. Покидал театр и вновь возвращался сам основатель, иные ведущие актёры. Но в бесконечных изнурительных гастролях ничего не менялось: неприспособленные помещения для спектаклей, неустроенность быта актёров, отсутствие нормального транспорта и многое другое.
В 1943 году театр переименован в Областной драматический.
В 1960 году начался поиск нового здания для театра. Было решено переконструировать общежитие филармонии — бывшая гимназия, построенная в 1912 году по проекту А. Д. Крячкова. Директор Махмутов сумел найти группу молодых проектировщиков из Новосибгражданпроекта, которые согласились работать. Так закрывается последняя страница истории небывалого кочевого театра, выжившего в условиях, когда подобные театры в стране расформировались. И открываются первые страницы истории камерного театра, который жители нашего города знают как театр «Старый дом».
В 1963 году главным режиссёром театра становится Семён Семёнович Иоаниди. В 1964 году он выпускает спектакль «Коварство и любовь», в котором роль Луизы сыграла Галина Ильина, впоследствии ставшая заслуженной артисткой России.
В 1975 году в Облдраму приходит новый режиссёр — молодой Владимир Чернядев, выпускник ЛГИТМиКа, ученик Товстоногова. При Чернядеве театр становится доверительным, с новым, живым и современным репертуаром: Вампилов, Васильев, Володин…
В 1980 году должность главного режиссёра занимает Изяслав Борисов, а должность главного художника — Владимир Фатеев. Много лет спустя критик Ольга Галахова напишет, что в Новосибирске сложился круг «борисовских актёров», начинавших свой путь в «Старом доме»: Галина Алёхина,Евгений Калашник, Евгений Важенин.
В 1991 году на афишах театра появилось новое имя режиссёра Семена Верхградского. С этого же времени театр получает название Новосибирский драматический театр «Старый дом».
С 2003 по 2005 годы главным режиссёром был Владимир Оренов.
С 2006 по 2007 годы главный режиссёр — Сергей Каргин.
С 2008 по 2010 годы театр возглавлял литовский режиссёр Линас Зайкаускас.
С 2010 по 2014 год очередными режиссёрами театра работали Анна Зиновьева и Тимур Насиров.
С сентября 2014 года по май 2016 года на должности главного режиссёра работает Галина Пьянова.
С 2017 года главный режиссёр — Андрей Прикотенко.
В 2008 года театр внесён в Книгу рекордов Новосибирской области как «Самый гастролирующий коллектив Новосибирска». «Старый дом» гастролировал в Германии, Японии, Швеции, Польше, Молдавии, Сербии, на Украине, участвовал в международных фестивалях.
Сегодня эстетическая политика театра связана с идеей оригинальной репертуарной афиши. Особый акцент в художественной стратегии «Старого дома» сделан на серии международных проектов. Среди них: спектакли «Чувства» (по рассказам А. П. Чехова) литовского режиссёра Линаса Зайкаускаса, «Дуэт» (О. Эскин) польского режиссёра К. Занусси, «Удар» (А. Файель, Г. Шмидт) немецкого постановщика Ронни Якубашка, «Ворон» (К. Гоцци) в постановке грузинского режиссёра Андро Енукидзе, «Трактирщица» (К. Гольдони) шведского режиссёра Александра Нордштрема, «Тереза Ракен» (Э. Золя) в постановке грузинского режиссёра Автандила Варсимашвили.
В 2011 году в театре «Старый дом» был реализован проект «Дни итальянского театра в Новосибирске» в рамках Года российской культуры и русского языка в Италии и Года итальянской культуры и итальянского языка в России. По замыслу организаторов, «Дни итальянского театра в Новосибирске» были призваны отразить наиболее важные тенденции современного итальянского театра, а также позволяли увидеть точки пересечения российской и итальянской культур на новосибирской сцене. Завершающим этапом стала постановка итальянского режиссёра Антонио Лателла (STABILE/MOBILE) трилогии «Электра», «Орест», «Ифигения в Тавриде» по мотивам древнегреческих трагедий Еврипида. В 2014 году работа с режиссёром Антонио Лателла была продолжена. В репертуаре театра появилась новая премьера — «Пер Гюнт» по пьесе Генриха Ибсена.
В последние годы спектакли театра «Старый дом» регулярно отмечаются экспертным советом Национальной театральной премии «Золотая маска». Так, в 2013 году спектакль «Ручейник, или Куда делся Андрей?» (режиссёр Семен Александровский, драматург Вячеслав Дурненков) был представлен в программе «Золотой маски» «Новая пьеса»; спектакль Антонио Лателла «Пер Гюнт» по пьесе Генриха Ибсена вошел в лонг-лист лучших спектаклей России в 2014 году; спектакль «Элементарные частицы» режиссёра Семена Александровского по итогам сезона 2014—2015 стал участником конкурсной программы фестиваля в трех номинациях: «Лучший спектакль малой формы», «Лучшая режиссура», «Лучшая работа художника» и в 2016 году принял участие в фестивале. Осенью 2016 года новый экспертный совет премии включил спектакль «Сиротливый запад» в число лучших спектаклей России по итогам сезона 2015—2016. В апреле 2017 года в основной программе «Золотой маски» принимает участие фантастическая опера «Снегурочка». Спектакль выдвинут экспертным советом премии «Золотая маска» в трех номинациях: «Эксперимент», «Лучшая работа художника по костюмам» (Елена Турчанинова), «Лучшая работа композитора» (Александр Маноцков).
За спектакль «Снегурочка» театр «Старый дом» в 2017 году получает сразу две «Золотые маски» в номинациях «Эксперимент» и «Лучшая работа художника по костюмам».
В 2021 году актёр Тимофей Мамлин получил «Золотую маску» в номинации «Лучшая мужская роль второго плана» за спектакль «Идиот» (за роль Ипполита Терентьева). Работа Андрея Прикотенко «Идиот» получает рекордные 11 номинаций, 6 из которых — актерские.
В 2022 году спектакль Елизаветы Бондарь «Танцующая в темноте» по киносценарию Ларса фон Триера и в инсценировке Патрика Элсворта  принимает участие в основной программе фестиваля «Золотая маска», главная награда достается художнику по свету Игорю Фомину.
С 2023 года главный режиссёр театра «Старый дом» — Антон Фёдоров.

## Постановки театра

### Текущий репертуар (на март 2024 года)
- «Е-ЕЕ-ЕЕ!» по мотивам произведения В. Ливанова, Ю. Энтина и Г. Гладкова «Бременские музыканты», режиссер Антон Фёдоров
- «Котлован», спектакль по повести Андрея Платонова, режиссёр Антон Фёдоров
- «Цветы для Элджернона» по мотивам текста Дэниела Киза, режиссер Андрей Гончаров
- «Парадокс об актере и жестокости» по мотивам пьесы Майкла Ардитти «Магда», режиссер Юрий Квятковский
- «Фарго», сценическая версия Константина Стешика, режиссер Евгений Маленчев
- «Дачники» по мотивам пьесы М. Горького, сценическая версия текста – Дмитрий Богославский, режиссер Никита Кобелев
- «Вавилон» по пьесе Екатерины Августеняк, режиссер Елизавета Бондарь
- «Тот самый день» по рассказам Аллы Горбуновой, режиссер Елена Невежина
- «Пульчинелла», режиссер Андрей Прикотенко
- «Остановка» комедия по пьесе Германа Грекова, режиссер Юрий Квятковский
- «Танцующая в темноте» по пьесе Ларса фон Триера и Патрика Элсворта, режиссер Елизавета Бондарь[2]
- «Зулейха открывает глаза», спектакль по одноименному роману Гузель Яхиной, режиссер Эдуард Шахов[3]
- «Недоразумение» по пьесе Альбера Камю, режиссёр Антон Маликов[4]
- «Сережа очень тупой», комедия по пьесе Дмитрия Данилова, режиссер Никита Бетехтин[5]
- «Идиот» по мотивам романа Федора Достоевского, режиссер Андрей Прикотенко[6]
- «Sociopath / Гамлет» по мотивам пьесы Уильяма Шекспира "Гамлет", режиссер Андрей Прикотенко[7]
- «Петерс» по одноименному рассказу Татьяны Толстой, режиссер Андрей Прикотенко [8]
- «Головлевы», трагикомедия по мотивам романа Михаила Салтыкова-Щедрина "Господа Головлевы", режиссер Сергей Федотов[9]
- «Калека с острова Инишмаан», по пьесе Мартина МакДонаха, режиссёр Сергей Федотов[10]
- «Анна Каренина» по мотивам романа Льва Толстого, режиссер Андрей Прикотенко
- «Люблюнемогу», спектакль по пьесе Ольги Никифоровой, режиссер Денис Азаров
- «Тётки», комедия по пьесе Александра Коровкина, режиссер Тимур Насиров
- «Сиротливый запад» по пьесе Мартина МакДонаха, режиссёр Сергей Федотов
- «Вишневый сад» по пьесе Анотона Чехова, режиссёр Андрей Прикотенко
- «Двойная игра» по пьесе Ребекки Рассел и Брайена Стюарта, режиссёр Константин Колесник
- «Наизнанку» по пьесе Карины Бесолти, режиссёр Джемма Аветисян
- «Фраг», авторский спектакль Анатолия Григорьева

### Заметные спектакли новейшего времени, снятые с репертуара
- «Трилогия: Электра. Орест. Ифигения в Тавриде» по мотивам пьес Еврипида, режиссёр Антонио Лателла
- «Пер Гюнт» по мотивам пьесы Генриха Ибсена, режиссёр Антонио Лателла
- «Снегурочка», фантастическая опера по мотивам пьесы Александра Островского, режиссёр Галина Пьянова, композитор Александр Маноцков
- «Элементарные частицы» по тексту Вячеслава Дурненкова, режиссёр Семен Александровский
- «Ручейник, или Куда делся Андрей?» по тексту Вячеслава Дурненкова, режиссёр Семен Александровский
- «В поисках радости. Век XXI» по мотивам пьес Александра Володина и Виктора Розова, режиссёр Галина Пьянова
- «Перед заходом солнца», психологическая драма по пьесе Герхарта Гауптмана, режиссер Антон Маликов
- «Валентинов день» по пьесе Ивана Вырыпаева, режиссёр Линас Зайкаускас
- «Ксения Петербургская» по пьесе Вадима Леванова, режиссёр Тимур Насиров
- «Дульсинея Тобосская» по тексту Александра Володина, режиссёр Александр Кузин
- «Ночь Гельвера» по пьесе Ингмара Вилквиста, режиссёр Линас Мариюс Зайкаускас
- «Мамаша Кураж и её дети» по пьесе Бертольта Брехта, режиссёр Туфан Имамутдинов
- «Летов», авторский спектакль Галины Пьяновой и Антона Болкунова по мотивам биографии Егора Летова

## Фестивали и премии
2024 год
- Россия, Москва, 3, 4 и 5 декабря. Спектакль «Котлован» (режиссер Антон Фёдоров), в рамках проекта «Дни Сибири» в Москве при поддержке Министерства культуры Новосибирской области.
- Россия, Санкт-Петербург, 22 и 23 ноября. Спектакль «Дачники» (режиссер Никита Кобелев).
- Россия, Москва, 10 августа, фестиваль искусств «Горький + ». Спектакль «Дачники» (режиссер Никита Кобелев).
- Россия, Южно-Сахалинск, 30 июня и 1 июля, V Фестиваль театров Дальнего Востока. Спектакль «Петерс» (режиссер Андрей Прикотенко).
- Россия, Санкт-Петербург, 23 апреля, Международный фестиваль LOFT. Спектакль «Котлован» (режиссер Антон Фёдоров).

2023 год
- Россия, Пермь, 7 и 8 ноября, фестиваль «Золотая маска». Спектакль «Танцующая в темноте» (режиссер Елизавета Бондарь).
- Россия, Псков, 26 и 27 сентября, XXX Пушкинский театральный фестиваль. Спектакль «Котлован» в инсценировке Антона Фёдорова по одноименной повести Андрея Платонова (режиссер Антон Фёдоров).
- Россия, Барнаул, 22 сентября, V Всероссийский молодежный театральный фестиваль имени В.С. Золотухина. Спектакль «Петерс» по рассказу Татьяны Толстой (режиссер Андрей Прикотенко).
- Белоруссия, Брест, 9 сентября, ХХVII Международный театральный фестиваль «Белая Вежа». Спектакль «Головлевы» по тексту Салтыкова-Щедрина (режиссер Сергей Федотов).
- Россия, Москва, Специальная программа «Маска плюс» фестиваля «Золотая маска». Спектакль «Наизнанку» по пьесе Карины Бесолти (режиссер Джемма Аветисян).
- Россия, Москва, XXIV Российская Национальная театральная Премия и Фестиваль «Золотая маска». Спектакль «Анна Каренина» по мотивам романа Л. Толстого (режиссер Андрей Прикотенко). Представлен в номинациях: драма/спектакль малой формы, драма/женская роль (Альбина Лозовая за роль Анны), драма/мужская роль (Анатолий Григорьев за роль Каренина), драма/мужская роль второго плана (Юрий Кораблин за роль ведущего). Лауреат премии в номинации «Драма/мужская роль» (Анатолий Григорьев).
- Россия, Москва, Российская Национальная премия и фестиваль «Золотая маска». Спектакли «Остановка» по пьесе Г. Грекова (режиссер Юрий Квятковский) и «Наизнанку» по пьесе Карины Бесолти (режиссер Джемма Аветисян) вошли в число самых заметных премьер России сезона 2020-2021 по версии экспертного совета фестиваля.

2022 год
- Россия, Санкт-Петербург, XXIII Международный театральный фестиваль «Радуга». Спектакль «Анна Каренина»[11]. (режиссер  Андрей Прикотенко)
- Россия, Москва, Российская национальная театральная премия и фестиваль Золотая маска» / основная программа и программа «Russian case». Спектакль «Танцующая в темноте заявлен на соискание премии в 5 номинациях[12]: Драма / спектакль малой формы, Драма / работа режиссера (Елизавета Бондарь), Драма / женская роль (Вера Сергеева за роль Сельмы), Драма / мужская роль второго плана (Андрей Сенько за роль Джеффа), Драма / работа художника по свету (Игорь Фомин).
- Россия, Москва, Российская национальная театральная премия и фестиваль «Золотая маска» / программа «Russian case»[13]. Спектакль «Анна Каренина (режиссер Андрей Прикотенко).

2021 год
- Россия, Москва, Российская национальная театральная премия и фестиваль «Золотая маска» / основная программа и программа «Russian case». Спектакль «Идиот заявлен в 11 номинациях[14]: Драма / спектакль малой формы, Драма / работа режиссера (Андрей Прикотенко), Драма/женская роль (Альбина Лозовая — Настасья Филипповна, Анастасия Пантелеева — Аглая), Драма/мужская роль (Анатолий Григорьев — Мышкин), Драма/женская роль второго плана (Наталья Серкова — Варвара Иволгина), Драма / мужская роль второго плана (Ян Латышев — Ганя Иволгин, Тимофей Мамлин — Ипполит Терентьев), Драма / работа художника (Ольга Шаишмелашвили), Драма / работа художника по костюмам (Ольга Шаишмелашвили), Драма / работа художника по свету (Игорь Фомин). Лауреат фестиваля в номинации «Драма / мужская роль второго плана (Тимофей Мамлин — Ипполит Терентьев).
- Россия, Москва, фестиваль «Достоевский и театр» (специальная программа фестиваля «Золотая маска»[15]). Спектакль «Идиот» (режиссер - Андрей Прикотенко). Отдельная серия показов в мае 2021 года.
- Россия, Москва, фестиваль «Биеннале театрального искусства. Уроки режиссуры». Спектакль «Цемент»[16] (режиссер - Никита Бетехтин).
- Россия, Новосибирск, VI Межрегиональный театральный фестиваль-конкурс «Ново-сибирский транзит». Спектакль «Идиот» (режиссер - Андрей Прикотенко). По итогам фестиваля спектакль «Идиот» - победитель в номинациях Лучший спектакль большой формы, Лучшая мужская роль первого плана (Анатолий Григорьев / Мышкин), Премия «Надежда сцены» (Альбина Лозовая / Настасья Филипповна)[17].
- Румыния, Сибиу, Международный театральный фестиваль Сибиу. Спектакль «Идиот» (онлайн-трансляция). (Режиссер - Андрей Прикотенко).
- Россия, Санкт-Петербург, XXXI Международный фестиваль «Балтийский дом». Спектакль «Петерс» (режиссер - Андрей Прикотенко). По итогам фестиваля спектакль «Петерс» получил награду в номинации «Приз зрительских симпатий». Большая сцена[18].
- Россия, Санкт-Петербург, XXII Международный театральный фестиваль «Радуга». Спектакль «Идиот». (режиссер - Андрей Прикотенко)[19].
- Россия, Воронеж, VI Платоновский фестиваль искусств. Спектакль «Идиот». (режиссер - Андрей Прикотенко)[20].
- Россия, Екатеринбург, XV Всероссийский фестиваль «Реальный театр». Спектакль «Идиот» (режиссер - Андрей Прикотенко)[21].
- Россия, Новосибирск, XXXI Новосибирская профессиональная театральная премия «Парадиз». Спектакль «Идиот» (режиссер - Андрей Прикотенко). По итогам фестиваля спектакль «Идиот» стал лауреатом в номинациях «Лучший спектакль в драматическом театре»,  «Лучшая мужская роль» (Анатолий Григорьев за роль Мышкина), «Лучшая женская роль» (Альбина Лозовая за роль Настасьи Филипповны). Дополнительные призы достались спектаклям «Петерс» («Приз секции критики») и спектаклю «Путешествие Нильса с дикими гусями» / за создание мира волшебной сказки новыми художественными средствами. Спектакли «Петерс» и «Путешествие Нильса с дикими гусями» участвовали в фестивале заочно.
- Россия, Новосибирск, XIV Международный Рождественский фестиваль искусств. Спектакль «Анна Каренина» (режиссер - Андрей Прикотенко).
- Россия, Новосибирск, XIV Международный Рождественский фестиваль искусств. Спектакль «Танцующая в темноте» (режиссер - Елизавета Бондарь).

2020 год
- Россия, Новосибирск, городской фестиваль театральных премьер «Внезапно». Спектакли «Идиот» (режиссер - Андрей Прикотенко), «Петерс» (режиссер - Андрей Прикотенко)

2019 год
- Германия, Берлин, Фестиваль театра для молодежи Augenblick mal! Спектакль «Sociopath / Гамлет» (режиссер - Андрей Прикотенко).
- Румыния, Тимишоара, Международный театральный фестиваль TESZT. Спектакль «Sociopath / Гамлет» (режиссер - Андрей Прикотенко).
- Россия, Южно-Сахалинск, Межрегиональный театральный фестиваль «Сахалинская рампа». Спектакль «Sociopath / Гамлет» (режиссер - Андрей Прикотенко).
- Россия, Санкт-Петербург, Театральная премия для молодых «Прорыв». Спектакль «Sociopath / Гамлет» (режиссер - Андрей Прикотенко).
- Россия, Москва, внеконкурсная программа «Маска Плюс» Российской национальной театральной премии и фестиваля «Золотая маска». Спектакль «Sociopath / Гамлет» (режиссер - Андрей Прикотенко).

2018 год
- Россия, Москва, Российская национальная театральная премия и фестиваль «Золотая маска». Спектакль «Я здесь» (по текстам Льва Рубинштейна, режиссёр - Максим Диденко) был заявлен в номинациях «Лучший спектакль малой формы», «Лучшая работа режиссера», «Лучшая работа художника» (Максим Диденко, Павел Семченко), «Лучшая работа художника по свету» (Игорь Фомин). Участник специальной программы фестиваля «Золотая маска» - «Russian Case».
- Россия, Москва, внеконкурсная программа «Маска Плюс» Российской национальной театральной премии и фестиваля «Золотая маска». Спектакль «Злачные пажити» (по текстам Анны Старобинец, режиссёр - Юлия Ауг).
- Россия, Новосибирск, XXIX профессиональная театральная премия «Парадиз». Спектакли «Sociopath / Гамлет» (режиссер - Андрей Прикотенко), «Мама-кот» (режиссер - Евгения Никитина). Спектакль «Sociopath / Гамлет» - лауреат в трёх номинациях: «За актуальную режиссерскую репрезентацию классики», «Лучшая мужская роль» — Анатолий Григорьев, «Лучшая работа художника» — Ольга Шаишмелашвили, Игорь Фомин, Олег Михайлов, Константин Щепановский за создание оригинального игрового пространства.
- Россия, Ростов-на-Дону, XIII Международный фестиваль спектаклей для молодежи «Минифест». Спектакль «Sociopath / Гамлет». Режиссер - Андрей Прикотенко.
- Россия, Екатеринбург, Международный музыкальный фестиваль URAL OPERA BALLET FEST. Спектакль «Снегурочка» (по мотивам пьесы А. Островского, режиссер Галина Пьянова).
- Россия, Барнаул, III Всероссийский молодежный театральный фестиваль имени В. С. Золотухина. Спектакль «Головлевы». Режиссер - Сергей Федотов. Лауреат в двух номинациях: «Лучшая мужская роль» - Анатолий Григорьев (Иудушка), «Лучшая работа художника» - Алексей Лобанов.
- Россия, Тобольск, фестиваль «Театр Наций Fest». Тобольск. Спектакль «Злачные пажити». Режиссер - Юлия Ауг.
- Россия, Красноярск, Первый Межрегиональный фестиваль-конкурс комедий по Сибирскому Федеральному округу «Зрительский успех». Спектакль «Вишневый сад» (режиссер - Андрей Прикотенко). Приз в номинации «Лучшая мужская роль» получил Анатолий Григорьев, исполняющий роль Лопахина.
- Россия, Новосибирск, V Межрегиональный фестиваль-конкурс «Ново-Сибирский транзит». Спектакль «Я здесь» (по текстам Льва Рубинштейна, режиссёр - Максим Диденко) стал лауреатом в номинации «Лучшая работа режиссёра. Спектакль «Sociopath / Гамлет (режиссёр - Андрей Прикотенко) стал участником off-программы фестиваля.
- Россия, Санкт-Петербург, гастроли в театре «Приют комедианта» со спектаклями «Я здесь» (по текстам Льва Рубинштейна, режиссёр - Максим Диденко), «Снегурочка» (по мотивам пьесы А. Островского, режиссер Галина Пьянова), «Вишневый сад» (по мотивам пьесы А.Чехова, режиссёр - Андрей Прикотенко).

2017 год
- Россия, Москва, Национальный театральный фестиваль «Золотая маска», основная программа. Спектакль «Снегурочка», фантастическая опера по мотивам пьесы А. Островского (режиссёр Галина Пьянова, композитор Александр Маноцков).
- Россия, Псков, XXIV Всероссийский Пушкинский театральный фестиваль. Спектакль «Снегурочка», фантастическая опера по мотивам пьесы А. Островского (режиссёр Галина Пьянова, композитор Александр Маноцков).
- Россия, Екатеринбург, XIV Всероссийский фестиваль «Реальный театр». Спектакль «Вишневый сад» (режиссер Андрей Прикотенко).

2016 год
- Россия, Москва, Национальный театральный фестиваль «Золотая маска», основная программа. Спектакль «Элементарные частицы» (по тексту Вячеслава Дурненкова, режиссёр Семен Александровский).
- Россия, Пермь, Второй международный театральный фестиваль имени Мартина МакДонаха. Спектакль «Сиротливый запад» по пьесе Мартина МакДонаха (режиссёр Сергей Федотов). Премия «ГРАН-ПРИ» и «Лучший дэут» (Анатолий Григорьев и Тимофей Мамлин).
- Россия, Новосибирск, IV Межрегиональный театральный фестиваль «Ново-Сибирский транзит». Спектакль «Элементарные частицы» (по тексту Вячеслава Дурненкова, режиссёр Семен Александровский). Премия «Новация».
- Россия, Новосибирск, Театральный фестиваль-конкурс «Парадиз». Премия за «Лучший дуэт» (Анатолий Григорьев и Тимофей Мамлин), специальный приз жюри за «Яркий театральный сезон».
- Россия, Красноярск, Музейный проект «Разговоры за полночь» (Красноярская ярмарка книжной культуры). Спектакль «Недоразумение» (Альбер Камю, режиссёр Антон Маликов).

2015 год
- Россия, Санкт-Петербург, XVI международный театральный фестиваль «Радуга». Спектакль «Элементарные частицы» (по тексту Вячеслава Дурненкова, режиссёр Семен Александровский).
- Россия, Красноярск, Красноярская ярмарка книжной культуры. Спектакль «Элементарные частицы» (по тексту Вячеслава Дурненкова, режиссёр Семен Александровский).

2014 год
- Казахстан, Алматы, Международный театральный фестиваль «Откровение». Спектакль «Пер Гюнт» по пьесе Г. Ибсена (режиссёр Антонио Лателла).
- Россия, Санкт-Петербург, X Международный театральный фестиваль «Пять вечеров» им. А. Володина. Спектакль «В поисках радости. Век XXI» (по мотивам пьес А. Володина, В. Розова, режиссёр Галина Пьянова).
- Россия, Новосибирск, III Межрегиональный фестиваль Ново-Сибирский транзит. Спектакль или Куда делся Андрей?» (по тексту Вячеслава Дурненкова, режиссёр Семен Александровский). Премия «Новация».

2013 год
- Россия, Новосибирск, XXVI театральный фестиваль-конкурс «Парадиз». Вручение премии ежегодного XXVI-го театрального фестиваля-конкурса «Парадиз» по итогам сезона 2012—2013. Премия за «Лучший дебют» — Евгений Петроченко за роль Кайрата в спектакле «Беруши». Премия за «Лучшую женскую роль второго плана» — народная артистка РФ Халида Иванова за роль Марфуши в спектакле «Ксения Петербургская». Премия за «Художественное решение речевого хора в спектакле» — Тимур Насиров за спектакль «Ксения Петербургская».
- Россия, Пермь, Фестиваль кино и театра о современности «Текстура». Спектакль «Ручейник, или Куда делся Андрей?» (по тексту Вячеслава Дурненкова, режиссёр Семен Александровский).
- Россия, Челябинск, Международный театральный фестиваль «Камерата». Спектакль «Трилогия: Электра. Орест. Ифигения в Тавриде» (по мотивам пьес Еврипида, режиссёр Антонио Лателла). Ирина Попова и Лариса Чернобаева — приз за «Лучший дуэт».
- Россия, Санкт-Петербург, XIV международный театральный фестиваль «Радуга». Спектакль «Ручейник, или Куда делся Андрей?» (по тексту Вячеслава Дурненкова, режиссёр Семен Александровский).
- Россия, Москва, Российская национальная театральная премия и фестиваль «Золотая маска», проект «Новая пьеса». Спектакль «Ручейник, или Куда делся Андрей?» (по тексту Вячеслава Дурненкова, режиссёр Семен Александровский).

2012 год
Россия, Новосибирск, XXV театральный фестиваль-конкурс «Парадиз». Вручение премии ежегодного XXV-го театрального фестиваля-конкурса «Парадиз» по итогам сезона 2011—2012. Спектакль «Трилогия: Электра. Орест. Ифигения в Тавриде» (по мотивам пьес Еврипида, режиссёр Антонио Лателла) стал победителем в ТРЕХ номинациях: «Лучший театральный проект» сезона 2011—2012 (приз вручен Антониде Гореявчевой), «Лучшая мужская роль второго плана» (артист Георгий Болонев) и «Приз зрительских симпатий».
Россия, Москва, гастроли на площадке ЦИМа спектаклей «Ночь Гельвера» (режиссёр Линас Зайкаускас) и «Трилогия: Электра. Орест. Ифигения в Тавриде» (режиссёр Антонио Лателла).
2011 год
- Россия, Ульяновск, V Международный театральный фестиваль «Герои Гончарова на современной сцене». Спектакль «Обломоff» М. Угарова (режиссёр Антон Безъязыков)
- Сербия, Белград, X Международный фестиваль «Slavia». Спектакль «Дуэт» О. Эскина (режиссёр Кшиштоф Занусси).
- Россия, Кемеровская обл., г. Белово. Спектакль «Морозко» (режиссёр Анна Зиновьева)

2010 год
- Россия, Екатеринбург, Фестиваль «Коляда-Plays». Спектакль «Морозко» Н. Коляды (режиссёр Анна Зиновьева) — лауреат фестиваля.
- Россия, Новосибирск, Межрегиональный театральный фестиваль-конкурс «Ново-Сибирский транзит». Победа Татьяны Шуликовой в номинации «Лучшая роль второго плана» (за роль Эйлин в спектакле «Калека с острова Инишмаан»).
- Швеция, Уппсала, гастроли спектакля «Дуэт» (режиссёр Кшиштоф Занусси)
- Россия, Владимир, Международный театральный форум «У Золотых ворот». Спектакль «Пять пудов любви», А. Чехов (реж. Линас Зайкаускас)
- Россия, Томск, обменные гастроли. Спектакли «Трактирщица» и «Чемоданное настроение».

2009 год
- Россия, Тюмень, Театральный фестиваль «Золотой конек-2009». Спектакль «Пять пудов любви» А. Чехова (режиссёр Линас Зайкаускас) стал победителем в главной номинации фестиваля «Золотой конек-2009» — «Лучшая режиссура».
- Россия, Новосибирск, XXII театральный фестиваль-конкурс «Парадиз». Вручение премии ежегодного XXII-го театрального фестиваля-конкурса «Парадиз» по итогам сезона 2008—2009. Спектакль «Калека с острова Инишмаан» М. МакДонаха (режиссёр Сергей Федотов) стал победителем в главной номинации — «Лучший драматический спектакль». Кроме того, номинациями были отмечены актеры, занятые в спектакле: Заслуженная артистка России Вера Сергеева и артистка Татьяна Шуликова — «Лучший актерский дуэт», артист Сергей Дроздов — «Лучший актерский дебют на новосибирской сцене»[22].
- Россия, Новосибирск, Рождественский фестиваль. Спектакли «Дуэт» О. Эскин, «Удар» А. Файель, Г. Шмидт, «Пять пудов любви» А. Чехов, «Калека с острова Инишмаан» М. МакДонах.

2008 год
- Польша, Международный театральный фестиваль «Театральные конфронтации». Спектакль «Чувства» по А. Чехову (режиссёр Линас Зайкаускас)
- Польша, Международный театральный фестиваль «TALiA». Спектакль «Чувства» по А. Чехову (режиссёр Линас Зайкаускас)
- Украина, Международный театральный фестиваль «Золотой лев». Спектакль «Чувства» по А. Чехову (режиссёр Линас Зайкаускас).
- Россия, Екатеринбург, III Международный театральный фестиваль современной драматургии «Коляда-plays». Театр «Старый дом» принял участие в конкурсной программе «Коляда-plays», представив моноспектакль «Наташина мечта» в исполнении актрисы Натальи Пивневой. Режиссёром спектакля выступил главный режиссёр театра «Старый дом» Линас Зайкаускас. Автор пьесы «Наташина мечта» — Я. Пулинович.

## Руководство
- Директор театра — Татьяна Ильина[23]
- Главный режиссёр — Антон Фёдоров[24]

## Труппа театра (на февраль 2024 года)
- Народная артистка РФ Халида Иванова
- Заслуженный артист РФ Леонид Иванов
- Заслуженный артист Туркменистана Юрий Кораблин
- Заслуженная артистка РФ Вера Сергеева
- Василий Байтенгер
- Анастасия Белинская
- Юлия Борщева
- Софья Васильева
- Евгений Варава
- Эльвира Главатских
- Анатолий Григорьев
- Алексей Ефимов
- Дмитрий Иванов
- Ольга Кандазис
- Тимофей Мамлин
- Сергей Маштаков
- Лев Молчанов
- Лилия Мусина
- Наталья Немцева
- Яна Погорелова
- Виталий Саянок
- Андрей Сенько
- Наталья Пьянова (Серкова)
- Ирина Смолякова
- Олеся Соколова
- Софья Степанова
- Вадим Тихоненко
- Лариса Чернобаева
- Арсений Чудецкий
- Александр Шарафутдинов